# 菊池武時
菊池武時（1292年—1333年），鐮倉時代未期的武將，肥後菊池氏第12代家督。第10代家督菊池武房的孫子，菊池隆盛次子，稱為二郎。第11代家督菊池時隆之弟。

## 生平
嘉元2年（1304年），因兄長菊池時隆英年早逝而繼任家督。其後在擔任家督的期間中削髮出家，取法號為寂阿。
元弘三年（1333年），後醍醐天皇駕幸伯耆國船上山。菊池武時與少貳貞經、大友貞宗，合謀勤王，密奏天皇。後醍醐天皇嘉獎他們賞賜錦旗，以激勵他們的義舉。鎮西探題北條英時身在博多，聽聞他們的陰謀後，立即召見武時。當時武時發覺謀事已洩露，乃派遣使者告知少貳貞經及大友貞宗，希望他們戮力出兵。大友貞宗觀望未辭時答，貞經亦聞王師數敗于京師，疑懼不安，遂斬殺武時的使者，送首級獻北條英時。武時悔恨憤怒說：「恨為豎子所前卻。今吾出兵，豈假手汝輩邪！」立即率領家兵一百五十人舉事。
當經過櫛田祠時，戰馬跼促不肯前進。武時罵曰：「我乃赴戰，神何得咎騎過哉！」即拿取雙鏑箭矢，連射祠的門扉。於是他的戰馬行走如常。其後有人云見巨蛇中矢而死於祠中。菊池武時進攻北條英時，眾兵皆不畏死而鋒銳。北條英時窘迫，即將自盡時。少貳貞經及大友貞宗率領數千兵前來救援。武時自度不可攻克，所以分兵五十，交附長子菊池武重，告誡他：「我今赴義授命，固其分也。汝急還國，完城聚兵以報乃父之讎。」武重請求一同死節，武時不准許，遂揮淚而去。武時遂督餘下士兵，衝入敵陣中力戰至死。時年四十二歲。
後醍醐天皇還京後，記錄諸臣軍功。新田義貞、楠木正成、名和長年等皆陪同出席。楠木正成上奏：「元弘之勳勞，實難辨優劣。然而如臣等，僥倖承恩。如武時應敕致命者，宜為功臣第一。」後醍醐天皇答允。
菊池武時十五子，武重、武敏、賴隆、武茂、經重、隆舜、武吉、武光、武義、武尚、武豐、武士、武隆、武澄、武方。其嫡子武重繼任為家督，後為肥後守。